# Lakšárska Nová Ves
Lakšárska Nová Ves (in ungherese Laksárújfalu, in tedesco Laxar-Neudorf) è un comune della Slovacchia facente parte del distretto di Senica, nella regione di Trnava.